# Nandesari INA
Nandesari INA è una città dell'India di 2.815 abitanti, situata nel distretto di Vadodara, nello stato federato del Gujarat. In base al numero di abitanti la città rientra nella classe VI (meno di 5.000 persone).

## Società

### Evoluzione demografica
Al censimento del 2001 la popolazione di Nandesari INA assommava a 2.815 persone, delle quali 1.521 maschi e 1.294 femmine. I bambini di età inferiore o uguale ai sei anni assommavano a 469, dei quali 258 maschi e 211 femmine. Infine, coloro che erano in grado di saper almeno leggere e scrivere erano 2.059, dei quali 1.186 maschi e 873 femmine.